# مقیطالو
مقیطالو، روستایی است در شهرستان ارومیه استان آذربایجان غربی ایران.

## جمعیت
این روستا بر اساس سرشماری سال ۱۳۸۵ جمعیت آن ۴۵نفر (۲۰ خانوار)
بوده‌است.
1. ↑  درگاه ملی آمار ایران